# Puppet Master III : La Revanche de Toulon
Série
Puppet Master II
(1991) Puppet Master 4
(1993)
Pour plus de détails, voir Fiche technique et Distribution.
Puppet Master III : La Revanche de Toulon (Puppet Master III: Toulon's Revenge) est un film américain réalisé par David DeCoteau, sorti DTV en 1991.

## Synopsis
En 1941, les Nazis ont inventé une drogue qui permet de ramener leurs soldats morts à la vie, ce qui va leur permettre de renforcer leurs troupes et de les rendre plus sanguinaires, mais ils découvrent en plus le secret de Toulon. Les nazis rentrent chez Toulon et tuent sa femme. Toulon s'échappe et prépare sa vengeance avec ses poupées : les Puppet Master.

## Fiche technique
- Titre français : Puppet Master III : La Revanche de Toulon
- Titre original : Puppet Master III: Toulon's Revenge
- Réalisation : David DeCoteau
- Scénario : C. Courtney Joyner
- Musique : Richard Band
- Photographie : Adolfo Bartoli
- Montage : Carol Oblath
- Production : David DeCoteau et John Schouweiler
- Société de production : Full Moon Entertainment
- Pays :  États-Unis
- Langue : Anglais
- Format : Couleur - Ultra Stéréo - 35 mm - 1.33:1
- Genre : Fantastique et horreur
- Durée : 78 min
- Date de sortie :
  -  États-Unis : 17 octobre 1991
- interdit aux moins de 12 ans

## Distribution
- Guy Rolfe : André Toulon
- Richard Lynch : Le major Kraus
- Ian Abercrombie : Dr Hess
- Walter Gotell : Le général Mueller
- Kristopher Logan : Le lieutenant Eric Stein
- Matthew Faison : Hertz
- Aron Eisenberg : Peter Hertz
- Sarah Douglas : Elsa Toulon
- Michelle Bauer : Lili

## Anecdotes
- Ce volet est considéré comme le meilleur de la saga.
- Guy Rolfe était déjà entouré de poupées dans le film culte Les Poupées.
- En France, seulement 5 films de la franchise ont été doublés (1+2+3+6+7), les autres étant inédits.